# Тајна манастирске ракије
Тајна манастирске ракије је југословенски филм снимљен 1988. године који је режирао Слободан Шијан.

## Кратак садржај
Амерички милијардер жели да обнови порушени манастир у Југославији у нади да ће опет да дође до ракије у чија се чудесна својства уверио за време Другог светског рата, када је био у партизанима. Југословени одушевљено прихватају његову понуду, али тајни рецепт за ракију су знали само монаси, а њих у манастиру одавно нема. Милијардерова кћерка долази у Југославију и даје оглас у новинама у којем нуди доларе сваком монаху који се врати у манастир. И наравно, манастир је одједанпут пун лажних монаха, прерушених званичних контролора, милиционара и лопова. Ситуација се све више компликује.

## Улоге
| Глумац                   | Улога                              |
| ------------------------ | ---------------------------------- |
| Рик Росовић              | Богољуб Богдановић / Брат Никамија |
| Кaтрин Хикс              | Ела Фрејжер                        |
| Гери Крoгер              | Чарлс                              |
| Џеф Кори                 | Пуковник Фрејжер                   |
| Бред Декстер             | Вељко Пантовић                     |
| Сем Ванамејкер           | Амбасадор Морли                    |
| Мајкл Гејбл              | Роџер                              |
| Дара Чаленић             | Зорка Богдановић                   |
| Велимир Бата Живојиновић | Абдулах велики                     |
| Никола Симић             | Брат Габријел                      |
| Ташко Начић              | Буре (Лажни калуђер)               |
| Звонко Лепетић           | Морнар (Лажни калуђер)             |
| Миодраг Андрић           | Џепарош (Лажни калуђер)            |
| Боро Стјепановић         | Ћелави (Лажни калуђер)             |
| Ратко Танкосић           | Карате (Лажни калуђер)             |
| Добрица Јовановић        | Цига (Лажни калуђер)               |
| Богдан Диклић            | Бранко (Полицајац калуђер)         |
| Миња Војводић            | Милиционер 1 (Полицајац калуђер)   |
| Гојко Балетић            | Милиционер 2 (Полицајац калуђер)   |
| Срђан Пешић              | Милиционер 3 (Полицајац калуђер)   |
| Живојин Миленковић       | Командир милиције                  |
| Предраг Милинковић       | Монах који пада са стене           |
| Милутин Караџић          | Петар (Кријумчар)                  |
| Драгољуб Војнов          | Миша (Кријумчар)                   |
| Милован Тасић            | Велики (Кријумчар)                 |
| Хрвоје Ковачић           | Бата кепец (Кријумчар)             |
| Ратко Неданоски          | Радник (Кријумчар)                 |
| Енес Бараковић           | Радник (Кријумчар)                 |
| Миљенко Миљевић          | Радник (Кријумчар)                 |
| Емил Генсицки            | Радник (Кријумчар)                 |
| Миодраг Крављанац        | Милиционер                         |
| Страхиња Мојић           | Милиционер                         |
| Кетрин Тана              | Енглеска новинарка                 |
| Винко Призмић            | Директор банке                     |
| Бора Митровић            | Кондуктер                          |
| Дан Тана                 | Стари сват                         |
| Добрила Ћирковић         | Госпођица Перигор                  |
| Милка Лукић              | Пантовићева секретарица            |